# Bernstein (Nordschwarzwald)
Der Bernstein ist ein 693,5 m ü. NHN hoher Berg im Nordschwarzwald auf dem Gebiet der Stadt Gaggenau, Gemarkung Rotenfels, und der Stadt Bad Herrenalb, Gemarkung Bernbach. Er ist ein Teil des Höhenzugs, der das vordere Murgtal auf seiner Ostseite begrenzt. Den Gipfel dieses Berges bildet ein sechs Meter hoher Fels aus Buntsandstein mit einem über 25 m² großen Aussichtsplateau.

## Naturdenkmal
Der Bernsteinfels und seine nähere Umgebung wurde von den Städten Gaggenau und Bad Herrenalb wegen der für die Region einzigartigen Gesteinsformation und der geologisch-tektonischen und naturkundlichen Bedeutung deshalb per Verordnung am 5. November 2007 als flächenhaftes Naturdenkmal ausgewiesen und wird unter der Schutzgebietsnummer 82160150001 beim Regierungspräsidium Freiburg geführt. Außerdem ist der Bernsteinfels als Geotop eingestuft.

## Geologie
Geologisch reicht der Ursprung des Bernstein bis in die Untertrias vor 240 Mio. Jahren zurück. Der Gipfelaufbau dieses Berges besteht aus zerklüftetem Mittleren Buntsandstein. Die Freilegung der mächtigen Buntsandsteinblöcke ist eine Folge der Absenkung des Oberrheingrabens, die vor ca. 50 Mio. Jahren begann. Vor ca. 5 Mio. Jahren setzte eine starke Hebung und Aufkippung der Grabenränder ein. In diese Zeit fällt die eigentliche Entstehung des Bernsteinfelses. Seine heutige Ausformung ist das Ergebnis Jahrtausende währender Kaltzeiten, also Eiszeiten, die wiederum durch Warmzeiten unterbrochen waren.

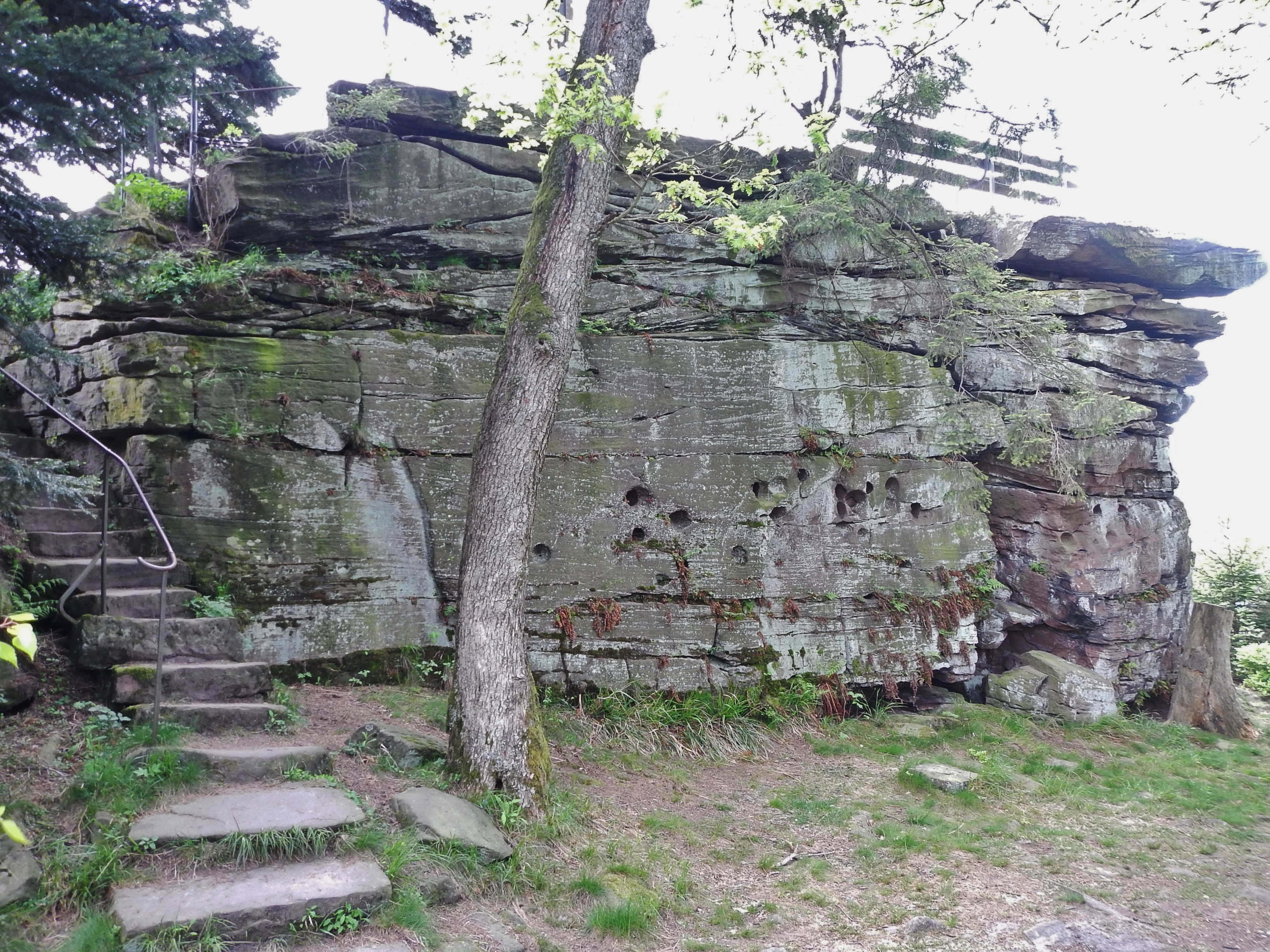
Nordseite des Bernsteinfelsens mit hohlkugelförmigen Ausbildungen im unteren Bereich

Die hohlkugelförmigen Ausbildungen (‚Kugelsandstein‘) an der Südwestwand und der Nordostwand des Bernsteinfelses sind Überbleibsel einstiger hier eingelagerter Geoden; sie haben nichts mit Gletschermühlen oder gar mit menschlichem Einfluss zu tun, wie immer wieder gemutmaßt wird.

## Hauptfels
Der Hauptfels des Bernstein hat ein Volumen von ca. 200 m³. Er ist über eine im Jahr 1864 angelegte Steintreppe begehbar und bietet eine beeindruckende Fernsicht. Bei klarer Sicht reicht der Blick weit über das vordere Murgtal hinaus, z. B. zum Straßburger Münster in 54 km Entfernung, zu den Vogesen in 60–120 km Entfernung sowie zu den Bergen des Pfälzer Waldes in 45–75 km Entfernung. Die sichtbare Horizontlänge beträgt dann bis zu 180 km.
Auf dem Hauptfels befindet sich ein drei Meter hohes Steinkreuz aus dem Jahr 1877 und seit 1995 eine halbkreisförmige Panoramatafel aus Edelstahl. Diese informiert über Richtung und Entfernung zu sichtbaren Orten und Bergen innerhalb eines Radius von 18 km und zu einigen weiter entfernten Positionen wie Karlsruhe und Hornisgrinde sowie zu nicht sichtbaren Positionen wie Feldberg und Mont Blanc. Informiert wird außerdem über die Position des Sonnenunterganges am sichtbaren Horizont zur Sommersonnenwende, zu den Tagundnachtgleichen und zur Wintersonnenwende mit Datum und Uhrzeit. Des Weiteren wird über die Tageslänge (Zeit zwischen Sonnenauf- und -untergang) in Stunden und Minuten zu den Jahreszeitanfängen informiert sowie über die Sonnen-Mittagshöhe (höchster Punkt der Sonne auf ihrer scheinbaren Tagesbahn) in Grad, ebenfalls zu den Jahreszeitanfängen. In ganz andere Dimensionen führen die Angaben über die mittlere Entfernung von der Erde zum Mond, zur Sonne, zur Bahn des Zwergplaneten Pluto und zum nächsten Stern in km und Lichtlaufzeiten sowie über Entfernungen ins Erdinnere mit zugeordnetem Schichtenaufbau der Erde im Maßstab 1:17,5 Mio.

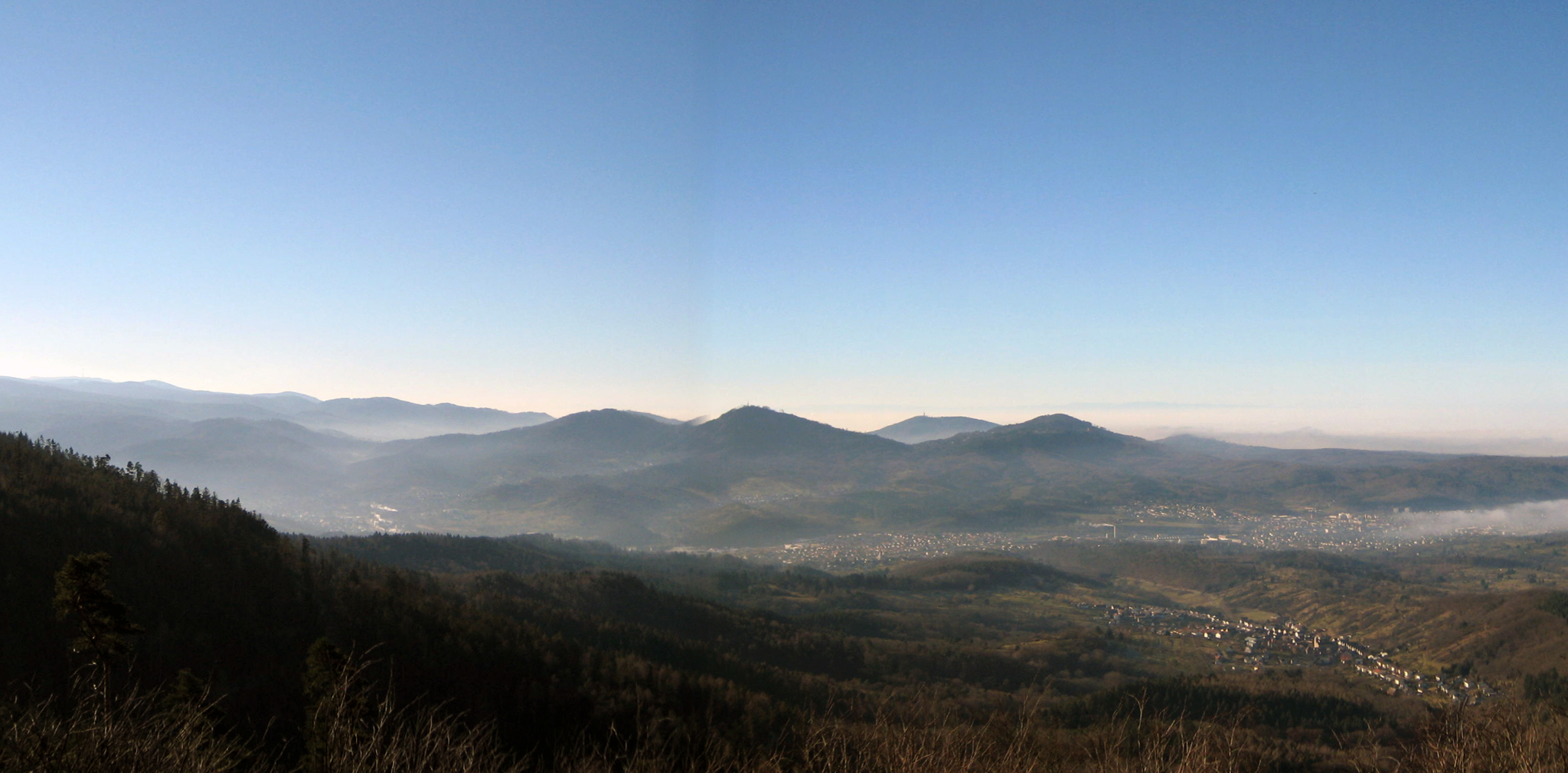
Blick vom Bernsteinfels auf das vordere Murgtal und die westlichen Ausläufer des Nordschwarzwaldes

## Zugang
Zum Bernstein führen Wanderwege in unterschiedlicher Länge, Steilheit und Höhendifferenz, die kürzesten mit jeweils einer Länge von ca. 3,5 km von Althof und Bernbach (Ortsteile von Bad Herrenalb), die längeren und steileren von Michelbach und Sulzbach (Ortsteile von Gaggenau) und von Gaggenau selbst.

## Flugunfall 1945
Am 1. November 1945 wurde eine Douglas DC-3/C-47 der United States Army Air Forces (USAAF) (Luftfahrzeugkennzeichen 42-93041) in den Abhang 70 Meter unterhalb des Bernsteinfelsens geflogen. Dabei starben 26 der 30 Insassen.